# Høje-Tåstrup

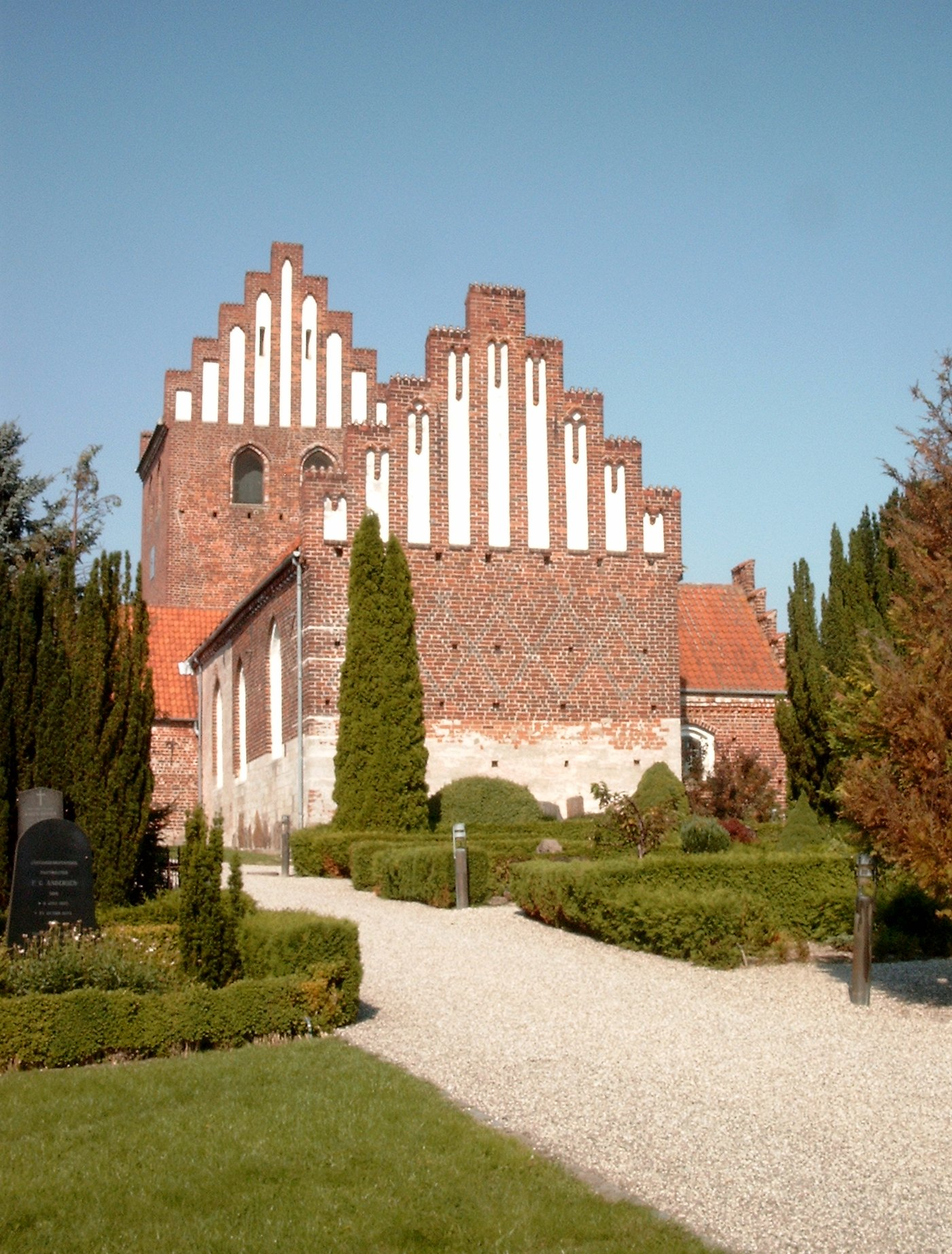
Høje Taastrup Kirke från 1050-1150.

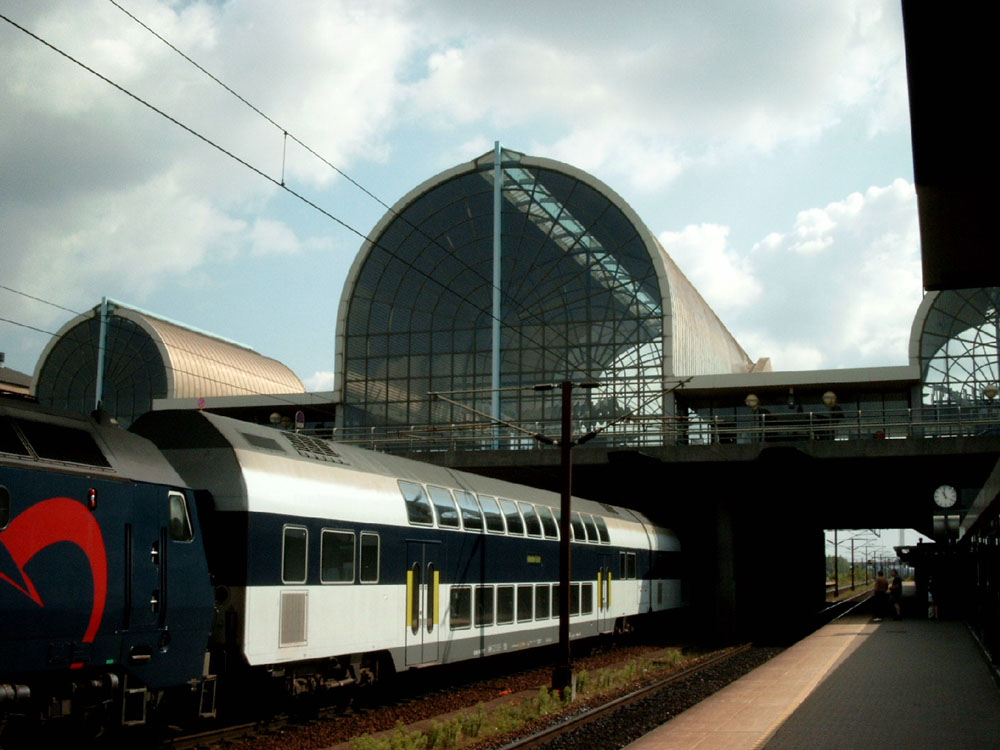
Høje Tåstrup station från 1986.

Høje-Tåstrup (eller Høje-Taastrup) ligger i Høje-Tåstrups kommun och är en förort till Köpenhamn, Danmark. Orten är sammanvuxen med kommunens huvudort Tåstrup och den gemensamma tätorten har 34 154 invånare (2017). I Høje-Tåstrup finns Høje Tåstrup station, en pendel- och fjärrtågsstation med närliggande köpcentrum (City 2).